# Erylus carteri
Erylus carteri är en svampdjursart som beskrevs av William Johnson Sollas 1888. Erylus carteri ingår i släktet Erylus och familjen Geodiidae.
Artens utbredningsområde är havet utanför Indien. Inga underarter finns listade i Catalogue of Life.